# Маленко, Александар
Александар Маленко (макед. Александар Маленко, 20 января 1979, Охрид, Югославия) — македонский пловец. Участвовал в летних Олимпийских играх 1996 и 2004 годов.

## Биография
Александар Маленко родился 20 января 1979 года в югославском городе Охрид (сейчас в Северной Македонии).
Выступал на соревнованиях по плаванию за клуб «Студент» из Скопье.
В 1995 году участвовал в чемпионате мира по плаванию на короткой воде, проходившем в Рио-де-Жанейро. Занял 7-е место на дистанции 200 метров баттерфляй.
В 1996 году вошёл в состав сборной Республики Македония на летних Олимпийских играх в Атланте. Выступал в двух видах программы. На дистанции 200 метров баттерфляй занял 2-е место в предварительном заплыве, показав 23-й результат — 2 минуты 1,46 секунды. На дистанции 400 метров комплексным плаванием стал 7-м в своём заплыве, показав 24-е время — 4.34,06.
В 2004 году вошёл в состав сборной Республики Македония на летних Олимпийских играх в Афинах. Выступал на дистанции 200 метров вольным стилем. Выиграл свой заплыв, в котором состязались пловцы невысокого уровня, с результатом 1.53,00. Маленко поделил 35-36-е места с Махрезом Мебареком из Алжира.
Занимает пост президента Федерации плавания Северной Македонии.